# Bloco Masques
O bloco Masques é um bloco de Magic: The Gathering que é definido nos planos de Mercadia, Rath e Dominaria. Consiste nos conjuntos Máscaras de Mercadia (4 de outubro de 1999, máscara), Nêmesis (14 de fevereiro de 2000, machado) e Profecia (5 de junho de 2000, cristais). O bloco Masques foi o primeiro conjunto que não está sujeito à Política de Reimpressão da Wizards of the Coast, o que significa que nenhum de seus cartões aparece em sua Lista Reservada.

## Enredo

### Nêmesis
A invasão phyrexiana de Dominária está se aproximando; os planos do Lorde das Trevas estão quase completos. Apenas o Planeswalker Urza está em seu caminho. Ao mesmo tempo, o Círculo Interno de Yawgmoth decide sobre a eleição do evincar para substituir Volrath. O emissário Phyrexiano Belbe tem que escolher entre Greven Il-Vec, Ertai, Crovax e o recém-retornado Volrath.

### Profecia
Keld declarou guerra a Jamuraa para recuperar o "sangue de herói", conhecido também como tufa, que é um tipo de combustível fóssil para operar grandes máquinas. As cidades-estado de Jamuraa formam a Liga Kipamu e depois repelem os invasores. A guerra tem uma notável semelhança com a Guerra do Peloponeso entre o Império Ateniense e a Liga do Peloponeso.

## Detalhes dos Sets

### Máscaras de Mercadia
Máscaras de Mercadia consiste em 350 cartas: 110 cada uma das terras comuns, incomuns e raras, além de 20 terras básicas. Foi a primeira grande expansão a usar as novas regras da 6ª Edição. Este foi o primeiro conjunto a ter um fat pack (conjunto de 10 boosters vendidos dentro de uma caixa estampada com ilustrações da coleção). Nele foi reimpresso um número de cartões de conjuntos anteriores, muitos dos quais não foram reimpressos desde então.

### Nêmesis
Os eventos de pré-lançamento de Nêmesis foram realizados em 5 de fevereiro de 2000. Nesses eventos, o cartão de pré-lançamento, uma carta Rathi Assassin foil, foi distribuído. O set foi lançado oficialmente em 14 de fevereiro de 2000. As 143 cartas de Nemesis vêm em três níveis de raridade: comuns, incomuns e raras. 55 cartas são comuns, 44 são incomuns e 44 são raras. Os boosters de Nemesis incluem 15 cartas: uma rara, três incomuns e onze comuns. Sobre cada centésima carta é uma carta foil premium inserido aleatoriamente. Nêmesis teve um bom quinhão de cartas em decks de torneio bem colocados. Muitas das cartas com Fading eram bastante poderosas; as cartas Parallax Wave, Parallax Tide, Blastoderm, Saproling Burst e Tangle Wire apareceram em decks em vários formatos. Das 143 em Nemesis, nenhuma é uma reimpressão. 22 cards de Nemesis foram reimpressos depois, 16 em Core Sets.

### Profecia
A expansão Profecia consiste em 143 cartas. Quando lançada, foi uma dos sets menos populares entre os jogadores de torneios. Apesar de muitos jogadores casuais terem gostado, devido ao enorme ciclo "Avatar e Ventos", ambos tiveram um grande efeito a um grande custo, tiveram um impacto relativamente pequeno nos torneios Standard. O designer chefe Mark Rosewater também expressou sua opinião, que Prophecy é o segundo pior conjunto de Magic projetado de todos os tempos. (atrás de Homelands)  Em fevereiro de 2012, apenas 21 cartas da expansão Profecia foram reimpressas.

## Palavras-chave e mecânica
Excepcionalmente, Máscaras não introduziu novas habilidades de palavras-chave ao jogo. No entanto, foi anunciado como introdução de novos tipos de criatura, que foram continuados ao longo do bloco: Dois desses tipos eram rebeldes e mercenários, criaturas capazes de pesquisar na biblioteca do controlador e "recrutar" criaturas de um tipo específico diretamente para o jogo. Outro tipo eram os Spellshapers, criaturas que possuíam habilidades ativadas que se repetiam e que imitavam várias mágicas clássicas, transformando potencialmente cartas inúteis em efeitos poderosos. Todos os Spellshapers de Máscaras precisam pagar mana, virar e descartar uma carta para usar sua habilidade. Máscaras também reintroduziu feitiços com custos de invocação alternativos. Esta mecânica não tinha sido usado desde Weatherlight.
Em Nêmesis, novos rebeldes, mercenários e Spellshapers foram adicionados ao repertório das Máscaras de Mercadia . As criaturas Flowstone, originalmente introduzidas em Stronghold, tiveram outra apresentação. Nemesis apresentou o mecanismo de Fading, cujas criaturas que entravam no campo de batalha com marcadores X, são colocadas no cemitério depois de X turnos. Nêmesis tem um ciclo (uma carta em cada cor) de cartas de encantamento chamados selos que não têm efeito até serem sacrificados. Novamente, experimenta mágicas sem custos de mana.
O tema principal e a mecânica de Profecia eram os terrenos; especificamente, se os terrenos estavam desvirados ou não. Da mesma forma, as cartas Rystic davam ao jogador uma vantagem se nenhum outro jogador pagasse uma certa quantia de mana. Profecia não introduziu nenhuma mecânica de palavras-chave.

## Recepção
Anos após o seu lançamento, Máscaras de Mercadia foi considerado um set fraco. Alegadamente, os designers foram extremamente tímidos após o problema do poder descontrolado do bloco de Urza, que levou a muitas cartas banidas. Em resposta à experiência com o bloco de Urza, os desenvolvedores de Máscaras de Mercadia reduziram o poder do set, resultando em um conjunto que em seu tempo era considerado fraco; o mesmo fenômeno ocorreria entre o bloco Mirrodin dos últimos dias e os blocos de Kamigawa.
No entanto, o set produziu um número respeitável de cartas com qualidade de torneio. Gush é restrito em Vintage e banido em Legacy. Food Chain combinado com Goblin Recruiter de Visions para formar um poderoso combo deck que eventualmente levou ao banimento do Goblin Recruiter em Legacy. Em seu tempo, Rishadan Port era uma carta de negação de mana dominante em Standard, e ainda é usado para esse propósito em Legacy. Outras cartas que ainda têm impacto em Legacy incluem principalmente cartas que podem ser lançadas sem pagar seu custo de mana, como Land Grant, Misdirection e Unmask .

## Decks temáticos
Cada um dos decks temáticos de Máscaras de Mercadia tem pelo menos um Spellshaper, um tema do set. Os decks temáticos pré-construídos são Deepwood Menace (verde-vermelho), Disrupter (preto-vermelho), Rebel's Call (branco) e Tidal Mastery (azul-branco).